# Paramore
Paramore (phiên âm quốc tế: /ˈpærəmɔər/) là một ban nhạc rock của Mỹ, được thành lập tại Franklin, Tennessee vào năm 2004, gồm có các thành viên Hayley Williams (hát chính/keyboard), Josh Farro (guitar chính/hát đệm), Taylor York (guitar rhythm), Jeremy Davis (guitar bass), và Zac Farro (trống). Nhóm đã cho ra album đầu tiên All We Know is Falling vào năm 2005, và album thứ 2 Riot! vào năm 2007, album đã được đề cử Grammy Award 2008 cho nghệ sĩ mới xuất sắc nhất, album còn nhận chứng nhận đĩa Bạch Kim tại Mỹ, và đĩa Vàng tại Anh và Ailen... Album thứ 3 Brand New Eyes phát hành năm 2009 là album thành công nhất của nhóm với việc đứng đầu nhiều bảng xếp hạng cũng như nhận nhiều đĩa vàng và bạch kim ở nhiều nước.

## Lịch sử

### 2002-2006: Thành lập vàAll we know is falling

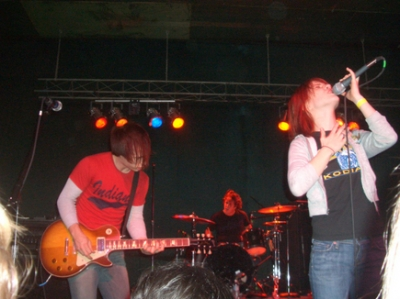
Paramore biểu diễn trong Portland, Oregon, 2006

Năm 2002, khi 13 tuổi, giọng ca Hayley Williams rời quê hương Meridian, Lauderdale County, Mississippi đến Franklin, Williamson County, Tennessee, Mỹ, nơi cô đã quen anh em Josh và Zac Farro trong khi đi học ở một trường tư. Không lâu sau khi đến, cô bắt đầu tập thanh nhạc với Brett Manning, một giáo viên thanh nhạc, ca sĩ Mỹ. Trước khi tham gia Paramore, Williams và tay bass Jeremy Davis đã tham gia vào một ban nhạc funk có tên gọi The Factory, trong khi anh em Farro thường luyện tập cùng nhau sau giờ học. Ban nhạc chính thức được thành lập với Josh Farro (guitar chính/hát đệm), Zac Farro (trống), Jeremy Davis (bass) và Hayley Williams (hát chính) vào năm 2004, và thêm vào sau đó là một người hàng xóm của Williams, Jason Bynum (guitar rhythm). Họ chọn cái tên Paramore, có nguồn gốc là tên thời con gái của mẹ của một tay bass của nhóm trong suốt thời gian họ "vẫn còn chơi trong garage". Đến khi nhóm được biết ý nghĩa của từ đồng âm paramour ("người tình bí mật"), họ quyết định chọn cái tên, sử dụng cách viết Paramore. Bài hát đồng sáng tác đầu tiên của ban nhạc là "Conspiracy", sau đó đã được sử dụng trong album đầu tay của nhóm.
Trong những năm tiếp theo, Paramore biểu diễn tại những địa điểm bên ngoài vùng Nashville rộng lớn, kể cả lễ hội hòa nhạc Purple Door và Warped Tour. John Janick, CEO và đồng sáng lập của nhãn hiệu âm nhạc Fueled by Ramen, nắm giữ những bản demo của Paramore, và tới buổi biểu diễn Taste of Chaos tại Orlando, Florida để xem ban nhạc biểu diễn. Sau một buổi biểu diễn riêng nhỏ tại một kho hàng, ban nhạc đã ký hợp đồng với hãng vào tháng 4 - 2005.
Paramore trở lại Orlando để thu âm album đầu tay của họ, nhưng, không lâu sau khi tham gia, Davis đã rời khỏi ban nhạc vì một lý do cá nhân. Bốn thành viên còn lại của Paramore tiếp tục với album, sáng tác "All we know" về sự ra đi đó, và sau đó quyết định chọn All We Know is Falling làm nền tảng cho album. Bộ ảnh của album cũng phản chiếu lại nỗi đau của Paramore như lời giải thích của Williams, "Chiếc đi văng (trên bìa của All We Know is Falling) trống không và bóng tối ra đi; tất cả đều về việc Jeremy đã rời bỏ chúng tôi, và chúng tôi cảm thấy như có một khoảng trống." Qua trình ghi âm All we know is falling tốn 3 tuần, và thành viên quảng bá cho album chỉ gồm 4 người còn lại. Trước chuyến lưu diễn, ban nhạc đã bổ sung John Hembree (bass) vào nhóm để thay thế cho Davis. Trong suốt mùa hè, Paramore đã được giới thiệu trên Shira Girl Stage của 2005 Warped Tour. Sau khi được ban nhạc đề nghị, Davis trở lại Paramore, sau 5 tháng, đúng lúc Hembrey ra đi. All We Know is Falling được phát hành vào ngày 24 tháng 7 năm 2005 và đạt vị trí thứ 30 trên Billboard's Heatseekers Chart. Paramore phát hành "Pressure" làm single đầu tiên cho album, video được đạo diễn bởi Shane Drake, nhưng ca khúc đã không lọt được vào các bảng xếp hạng. Vào tháng 7, "Emergency" được phát hành làm single thứ hai, video là sự tái hợp của ban nhạc và đạo diễn Shane Drake và có sự tham gia của Hunter Lamb, người thay thế Bynum chơi guitar. Video "Emergency" là một buổi biểu diễn khác của Paramore, lần này họ hóa trang với những trang phục "máu me". Single thứ ba "All we know", được phát hành với thời lượng giới hạn, và video là tập hợp của những buổi biển diễn và những cảnh hậu trường.
Vào tháng 1 - 2006, họ tham gia vào the Winter Go West Tour, ở đó, họ đã chơi bên cạnh các ban nhạc của Seattle như Amber Pacific và The Lashes, và trong tháng 1, hát chính Wiliams đã hát chung ca khúc "Keep Dreaming Upside Down" với October Fall. Trong mùa xuân 2006, Paramore tham gia vào tuor quảng bá cho cả Bayside và sau đó, The Rocket Summer. Họ lưu diễn tại Anh từ 5 - 15 tháng 10 năm 2006, và kết thúc ở London, tại The Mean Fiddler. Ban nhạc sau đó đã cover lại ca khúc "My Hero" của Foo Fighters cho album nhạc phim Sound of Superman, album được phát hành vào ngày 26 tháng 6 năm 2006. Trong suốt mùa hè 2006, Paramore đã chơi cho Warped Tour, chủ yếu trên sân khấu Volcom và Hurley, và đêm đầu tiên trên sân khấu chính của họ là vào một ngày tại quê nhà ở Nashville. Tour lưu diễn quảng bá đầu tiên tại Mỹ của Paramore bắt đầu vào ngày 2 tháng 8 năm 2006, với sự hỗ trợ từ This Providence, Cute Is What We Aim For, và Hit the Lights trong show cuối cùng ở Nashville. Năm đó họ được bình chọn là "Ban nhạc mới xuất sắc nhất", và Williams đứng thứ 2 trong hạng mục "Nữ nghệ sĩ quyến rũ nhất" bởi độc giả của tạp chí Kerrang! của Anh.
Năm 2007, Paramore được tạp chí NME của Anh nêu tên như là một trong 10 ban nhạc được chú ý trong "New noise 2007". Vào tháng 1, ban nhạc đã chơi acoustic cho lễ mở màn của Warped Tour tại Rock and Roll Hall of Fame, và bộ váy Williams mặc trong video "Emergency" cũng được mặc vào dịp này. Paramore cũng được giới thiệu trên tạp chí Kerrang! một lần nữa, tuy vậy, Williams tin rằng bài viết là một miêu tả không đúng về ban nhạc. đặc biệt vì nó tập trung vào cô như là nhân tố chính. Sau đó, Williams đã viết một bài phản hồi trên trang LiveJournal của nhóm, với một đoạn nói rằng, "chúng tôi có thể làm được mà không cần một trang bìa. Xin lỗi, nếu tôi có xúc phạm đến bất cứ ai ở Kerrang! nhưng tôi không nghĩ rằng có một chút sự thật nào trong bài viết này." Trong tháng 4, Williams đã hát chung với The Chariot trong ca khúc "Then Came To Kill". Họ có một tour quảng bá vào đầu năm 2007 với This Providence, The Almost và Love Arcade.

### 2007-2008: Riot! và các dự án khác

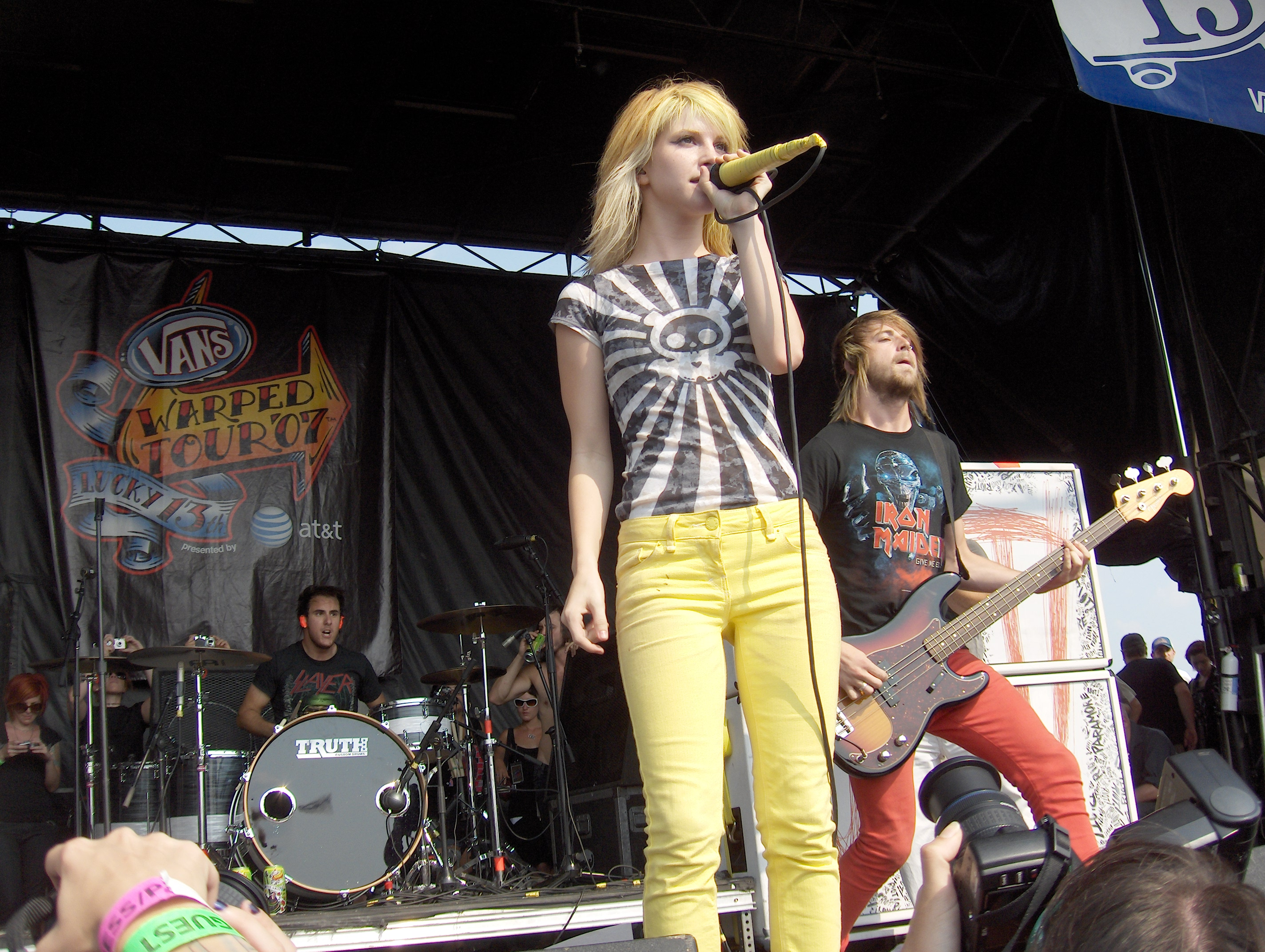
Zac Farro (trống), Hayley Williams (giọng ca chính) và Jeremy Davis (guitar bass), biểu diễn trên Vans Warped Tour tại Trung tâm Tweeter tại bến cảng trong Camden, New Jersey.

Trước khi bắt tay vào ghi âm album tiếp theo, Davis đã từng suýt bị cho ra khỏi band do thiếu đạo đức nghề nghiệp và bất đồng với 3 thành viên còn lại. Sau khi bàn bạc Davis ở lại và chơi bass đồng thời Taylor York trở thành guitar chính của nhóm. Trước đó York đã từng chơi vs anh em Farro trước khi cả hai gặp Williams. Album thứ 2 Riot! được bắt đầu thu âm vào tháng 1 năm 2007 và được phát hành ngày 21 tháng 6 năm 2007 với nhà sản xuất David Bendeth. Album đã bán được 44000 bản ở tuần đầu tiên và xếp vị trí 20 trên Billboard 200, xếp thứ 24 tại UK. Album được đề cử cho hạng mục nghễ sĩ mới xuất sắc giải Grammy Award năm 2008, các single gồm Misery Business, Crushcrushcrush. Đây là album được đánh giá cao nhất trong sự nghiệp của nhóm.
Năm 2008 ca khúc mới của Paramore, "Decode", là single chính của bộ phim chuyển thể Chạng vạng. Một ca khúc khác có tên "I Caught Myself" cũng có trong nhạc phim. Ban nhạc bắt đầu phát hành video vào 13 tháng 10 và Hayley Williams post bộ ảnh cua video lên trang web của ban nhạc. "Decode" được phát hành vào ngày 1 tháng 10 năm 2008 trên trang web Fanclub của Paramore cũng như trang web của Stephenie Meyer. Video đã đứng đầu vào ngày 3-11. Hot Topic đã lưu trữ nhạc phim trên máy chủ vào ngày 24 tháng 10 năm 2008, và album được phát hành vào ngày 4 tháng 11 năm 2008. Border đã phát hành một phiên bản nhạc phim độc quyền, trong đó giới thiệu một phiên bản acoustic của "Decode".
Ban nhạc đã phát hành một live album có tên The Final Riot! vào ngày 25 tháng 11 năm 2008. Album bao gồm một bonus DVD ghi hình đầy đủ một buổi biểu diễn tại Chicago, IL cũng như một bộ phim tài liệu độc quyền về những hình ảnh hậu trường-40 days of RIOT!.

### 2009 - 2011: Brand New Eyes, sự ra đi của Farros và Singles Club
Vào ngày 29/9/2009, Paramore phát hành album studio thứ 3 mang tên "Brand new eyes", với nhà sản xuất Rob Cavalo, người đã từng sản xuất cho nhiều album của Green Day và album đình đám "The Black Parade" của My Chemical Romance. Ngày 13/8/2009, single đầu tiên nằm trong album Brand new eyes "Ignorance" được ra mắt và công chiếu trên các kênh của MTV. Video clip của single thứ 2 "Brick By Boring Brick" được chiếu lần đầu trên website chính thức của band vào ngày 23/11/2009. Video clip được quay ở Los Angeles vào ngày 8/10/2009, đạo diễn bởi Meiert Avis. Đây cũng là album cuối cùng nhóm thu âm cùng 2 thành viên Josh và Zac Farro.
Tháng 12 năm 2010 sau 1 loạt tranh cãi lùm xùm kéo dài 2 thành viên là Josh và Zac đã rời khỏi nhóm. Nguyên nhân được cho là có những bất đồng giữa các thành viên. Paramore sau đó chỉ còn 3 thành viên là Hayley, Taylor và Jeremy hoạt động. Nhóm cũng đã chiêu mộ 2 thành viên tạm thời là Justin York và Josh Freese cho Tuor lưu diễn Nam Mỹ. Josh và Zac Farro cũng thành lập ban nhạc mới của riêng họ Novel American.
Ngày 3 tháng 6 năm 2011, Paramore phát hành đĩa đơn Monster, nằm trong album Transformers: Dark of the Moon soundtrack, trên YouTube. Đây là ca khúc đầu tiên của paramore sau khi 2 anh em nhà Farro rời band.
Ngày 9 tháng 6 năm 2011, Hayley Williams thông báo rằng ban nhạc đang bắt đầu viết các ca khúc cho album thứ tư, và họ hi vọng sẽ bắt đầu ghi âm vào cuối năm để tới đầu năm 2012 album sẽ được phát hành.
Vào ngày 11 tháng 10 năm 2011, Paramore tuyên bố rằng họ sẽ phát hành một bài hát mới cho mỗi tháng còn lại của năm 2011. Ban nhạc đã thiết lập  Câu lạc bộ Singles  trên trang web của họ để người hâm mộ có cơ hội mua đĩa đơn khi chúng được phát hành, vì chúng được phát hành độc quyền thông qua Câu lạc bộ Singles và do đó không được bán ở nơi khác. Một bài hát có tên "Renegade", được công chiếu vào ngày thông báo, với "Hello Cold World" vào ngày 7 tháng 11 và "Trong đám tang" vào ngày 5 tháng 12. Năm 2011, cựu thành viên Josh Farro, thành lập Tiểu thuyết Mỹ. Zac Farro sau đó gia nhập ban nhạc.

### 2012-2015: Paramore và Davis' lối thoát thứ ba
Ngày 18 tháng 4 năm 2012, Williams thông báo trên trang chủ rằng nhà sản xuất cho album mới của họ sẽ là Justin Meldal-Johnsen. Ngày 2 tháng 7 năm 2012, trên Twitter, nhóm thông báo rằng Ilan Rubin, tay trống từng làm việc cho nhóm Lostprophets, hiện đang làm cho Angels & Airwaves và Nine Inch Nails sẽ chơi trống cho album thứ tư của nhóm. Album thứ 4 "Paramore" đã chính thức được phát hành vào ngày 5 tháng 4 năm 2013 và đứng vị trí số 1 tại bảng xếp hạng album Mỹ Billboard 200. Đĩa đơn đầu tiên của album "Now" được phát hành trực tuyến vào ngày 22 tháng 1 năm 2013, và đĩa đơn thứ hai của album, "Still Into You", đã được phát hành vào ngày 14 tháng 3 năm 2013. Đĩa đơn thứ ba, "Daydreaming", đã được phát hành vào ngày 2 tháng 12 năm 2013. Đĩa đơn thứ tư của album "Ain't It Fun" được phát hành vào ngày 4 tháng 2 năm 2014 trở thành bài hát xếp hạng cao nhất của ban nhạc ở Hoa Kỳ khi giành được giải cho hạng mục Best Rock Song tại Lễ trao giải Grammy thường niên lần thứ 57. Vào ngày 24 tháng 11 năm 2014, album Paramore: Self-Titled Deluxe đã được phát hành, trong đó bao gồm một bản làm lại của "Hate to See Your Heart Break", một bài hát trong album Paramore, với sự tham gia của giọng ca Joy Williams; Đây là sự cộng tác đầu tiên của ban nhạc với 1 nghệ sĩ khác. Vào ngày 14 tháng 12 năm 2015, tay bass Jeremy Davis rời khỏi ban nhạc. Tháng 3 năm 2016, Davis tham gia vào cuộc chiến pháp lý với Paramore, anh tuyên bố có đủ điều kiện để nhận quyền lợi từ việc kinh doanh các sản phẩm âm nhạc của nhóm với tư cách là đồng sở hữu ban nhạc.

### 2016-2019: Zac Farro trở lại và After Laughter
Vào ngày 19 tháng 1 năm 2016, Williams thông báo trên Twitter rằng ban nhạc đang trong quá trình viết album thứ năm của họ. Vào ngày 8 tháng 6 năm 2016, ban nhạc đã đăng một đoạn video ngắn trong studio để quảng cáo trên các mạng xã hội của họ. Điều này được chú ý bởi một số hình ảnh của cựu tay trống Zac Farro và nhà sản xuất Justin Meldal-Johnsen, dẫn tới sự dự đoán của các fan và các phương tiện truyền thông về sự trở lại của Zac Farro. Ngày 2 tháng 2 năm 2017, ban nhạc tuyên bố Farro sẽ trở lại làm tay trống chính thức của ban nhạc. Vào ngày 19 tháng 4 năm 2017, Paramore phát hành đĩa đơn mới "Hard Times" và album mới của họ, After Laughter được phát hành vào ngày 12 tháng 5 năm 2017.

### 2020-present: This Is Why
Vào ngày 11 tháng 5 năm 2020, Williams hé lộ khả năng trở lại với âm thanh do guitar điều khiển hơn trong album thứ sáu của ban nhạc, nhận xét: "Chúng tôi nhận thấy mình đang nghe rất nhiều bản nhạc cũ mà chúng tôi đã lớn lên và được truyền cảm hứng."
Vào tháng 1 năm 2022, có thông tin xác nhận rằng ban nhạc đã vào phòng thu để thực hiện album phòng thu thứ sáu sắp tới của họ. Ban nhạc mô tả album là "nặng tiếng guitar" hơn. Vào ngày 18 tháng 1, ban nhạc được thông báo sẽ dẫn đầu lễ hội When We Were Young mới thành lập có trụ sở tại Las Vegas cùng với My Chemical Romance vào ngày 22 tháng 10 năm 2022, đây là một trong những buổi biểu diễn trực tiếp đầu tiên mà ban nhạc biểu diễn kể từ tháng 9 năm 2018. Vào ngày 10 tháng 5, có thông báo rằng ban nhạc sẽ dẫn đầu Lễ hội giới hạn thành phố Austin ở Austin, Texas trong tháng 10 vào ngày 9 và 16 cùng năm, cùng với Red Hot Chili Peppers, P!nk và Lil Nas X.
Vào ngày 15 tháng 7 năm 2022, có thông báo rằng Paramore sẽ bắt đầu chuyến lưu diễn vào tháng 10 và tháng 11 năm 2022. Vào ngày 28 tháng 9 năm 2022, ban nhạc phát hành bài hát "This Is Why" là đĩa đơn chính của This Is Why, phát hành vào ngày 10 tháng 2 năm 2023. Vào tháng 11 năm 2022, ban nhạc đã thay đổi bìa album cho album cùng tên năm 2013 của họ thành hình ảnh của Hayley Williams từ phía sau. Vào ngày 8 tháng 12 năm 2022, ban nhạc phát hành đĩa đơn thứ hai, "The News". Vào ngày 12 tháng 1 năm 2023, ban nhạc phát hành đĩa đơn thứ ba, "C'est Comme Ça". Paramore đã được đề cử cho Nhóm nhạc được yêu thích nhất tại 2023 Kids' Choice Awards. Vào ngày 6 tháng 2 năm 2023, ban nhạc ra mắt bài hát "Running Out of Time" tại buổi ra mắt album của họ ở Nashville. Vào ngày 16 tháng 2 năm 2023, ban nhạc phát hành video âm nhạc cho đĩa đơn thứ tư của album, "Running Out of Time".

## Các thành viên
Thành viên hiện tại
- Hayley Williams – lead vocals, keyboards[17] (2004-nay)
- Taylor York – rhythm guitar, backing vocals, keyboards (2007–nay), lead guitar (2010–nay), drums, percussion (2010–2016)
- Zac Farro – drums, percussion (2004–2010, 2017–nay)

Thành viên cũ
- John Hembree – bass guitar (2005)
- Jason Bynum – rhythm guitar/backing vocals (2004–2005)
- Hunter Lamb – rhythm guitar (2005–2007)
- Josh Farro – lead guitar, backing vocals[18] (2004–2010)
- Jeremy Davis – bass guitar (2004–2015)

Thành viên đi Tour (hiện hành)
- Justin York – rhythm guitar/backing vocals (2010–nay)
- Joey Howard – bass guitar (2016–nay)
- Logan MacKenzie - rhythm guitar, keyboard (2017–nay)
- Joseph Mullen - percussion, drums (2017–nay)[19]

Thành viên đi Tour (Tạm thời)
- Josh Freese – drums (2010–2011)[20]
- Jason Pierce – drums (2011–2012)
- Hayden Scott – drums (2012)
- Ilan Rubin – drums (2012–2013)
- Miles McPherson – drums (2013)

Timeline

## Các album

### Album phòng thu
- All We Know Is Falling (2005)
- Riot! (2007)
- Brand New Eyes (2009)
- Paramore (2013)
- After Laughter (2017)

### Album live
- Live in the UK 2008 (2008)
- The Final Riot! (2008)

## Giải thưởng
Trong số các giải thưởng, Paramore đã được đề cử ba giải Grammy.